# L'un n'empêche pas l'autre
Albums de Brigitte Fontaine
Prohibition
(2009) J'ai l'honneur d'être
(2013)
L'un n'empêche pas l'autre est le dix-septième album de la poétesse et chanteuse Brigitte Fontaine, paru le 23 mai 2011.

## Historique
À l'origine, L'un n'empêche pas l'autre était une demande exprimée par la maison de disques, qui souhaitait sortir un album de duos. Mais, au cours de l'enregistrement, l’artiste a transformé l'exercice : en plus d'inédits et de morceaux rares, Brigitte Fontaine a choisi dans son répertoire des chansons qu'elle souhaitait réenregistrer. Produit, comme son précédent opus Prohibition, par le gallois Ivor Guest (producteur notamment de Grace Jones et Brian Eno), ce nouveau disque lui permet également de rencontrer ou de retrouver Bertrand Cantat, Jacques Higelin, Christophe, Emmanuelle Seigner, Matthieu Chedid, Alain Souchon, Grace Jones, Arno et Areski Belkacem ; à noter : la participation de Richard Galliano sur Rue saint Louis en l’Île.

## Titres de l'album
| No  | Titre                                         | Durée |
| --- | --------------------------------------------- | ----- |
| 1.  | Dancefloor (avec Grace Jones)                 |       |
| 2.  | Supermarket (avec Arno)                       |       |
| 3.  | Rue Saint Louis en l’Île (avec Alain Souchon) |       |
| 4.  | Hollywood (avec Christophe)                   |       |
| 5.  | Pipeau (avec Matthieu Chedid)                 |       |
| 6.  | Les Vergers (avec Bertrand Cantat)            |       |
| 7.  | Gilles de la Tourette                         |       |
| 8.  | Duel (avec Jacques Higelin)                   |       |
| 9.  | Caravane (duo avec Grace Jones)               |       |
| 10. | Inadaptée (avec Arno)                         |       |
| 11. | Dressing (duo avec Emmanuelle Seigner)        |       |
| 12. | God’s Nightmare                               |       |
| 13. | Le Grand-père (duo avec Areski)               |       |

### Origine des titres
L'album comprend quatre morceaux inédits :
- Dancefloor (avec Grace Jones)
- Gilles de la Tourette
- Duel (duo avec Jacques Higelin, musique de Higelin)
- Le Grand-Père (duo avec Areski, extrait de la pièce L'Inconciliabule)

Trois morceaux rares :
- Supermarket (duo avec Arno qui était un bonus d'une édition limitée de Genre humain, version originale enregistrée en 1995)
- Caravane (duo avec Grace Jones qui figurait sur la compilation Morceaux de choix mais n’était jamais apparu sur un album de Brigitte Fontaine, version originale enregistrée en 1996)
- Dressing (duo avec Emmanuelle Seigner qui figurait sur la même compilation mais n’était jamais apparu sur un album de Brigitte Fontaine, version originale enregistrée en 1999)

Six extraits d'albums revisités :
- Rue Saint-Louis-en-l'Île (duo avec Alain Souchon, version originale enregistrée en 2004 sur l'album homonyme)
- Hollywood (duo avec Christophe, version originale enregistrée en 1988 pour l'album French corazon/Le nougat)
- Pipeau (duo avec Matthieu Chedid, version originale enregistrée en 2001 pour l'album Kékéland)
- Les Vergers (duo avec Bertrand Cantat[1], version originale enregistrée en 1975 pour l'album Le Bonheur)
- Inadaptée (duo avec Arno, version originale enregistrée en 1968 pour l'album Brigitte Fontaine est folle)
- God’s Nightmare (Brigitte Fontaine solo, version originale enregistrée en 2001 pour Kékéland)